# Владимир Костин
Владимир Ж. Костин (Алексинац, 4. септембар 1904 — Чачак, 28. фебруар 1935) био је српски академски сликар и песник руског порекла, који је од 1926. до 1932. радио као наставник ликовне уметности у Чачку.
Владимир Костин био је један од оснивача "Чачанског гласа".